# Гаврило Радомир
Гаврило Радомир (болг. Гаврил Радомир) — цар Болгарії з жовтня 1014 до серпня або вересня 1015 року. Він був сином царя Самуїла, а на престол зійшов після смерті батька.
Приблизно тоді ж візантійський імператор Василій II узяв у полон істотну частину армії Самуїла, проте Гаврило та його військо перемогли армію Феофілакта Вотаніата. У спадщину Гаврилу від батька дісталась війна з Візантією, яку він проводив шляхом набігів на візантійську територію, досягнувши якось Константинополя. Тоді візантійці заручились підтримкою його двоюрідного брата, Івана Владислава, чиє життя Радомир одного разу врятував. Іван убив Радомира на полюванні поблизу Острова, й потім зайняв престол сам.
Гаврило Радомир був двічі одружений. Перша його дружина, Маргарита Угорська була дочкою угорського короля Іштвана Святого. Вождь повстання проти Візантії Петро II Делян видавав себе за сина Радомира й Маргарити. За однією з версій його дочкою від першого шлюбу була також Агата Київська, дружина спадкоємця англійського престолу Едуарда Вигнанця.
На його честь названо місто Радомир, центр однойменної общини.